# Saint-Thiébault
Saint-Thiébault è un comune francese di 305 abitanti situato nel dipartimento dell'Alta Marna nella regione del Grand Est.

## Società

### Evoluzione demografica
Abitanti censiti